# Station Nanterre-Préfecture
Nanterre - Préfecture is een station in de Franse gemeente Nanterre en département Hauts-de-Seine. Het station werd op 1 oktober 1973 geopend aan het traject Auber-St. Germain en is nu onderdeel van de RER. Langs het station rijdt RER A.

## Het station
Nanterre - Préfecture is een ondergronds RER-station en is eigendom van het Parijse vervoersbedrijf RATP. Het station ligt niet ver van La Défense en het centrum van Parijs.

## Overstapmogelijkheid
Er is een overstap mogelijk tussen de RER en drie buslijnen.

## Vorige en volgende stations
| Richting                   | Vorig station                  | Lijn  | Volgend station | Richting                    |
| -------------------------- | ------------------------------ | ----- | --------------- | --------------------------- |
| Saint-Germain-en-Laye A1   | Nanterre - Université          | RER A | La Défense      | Boissy-Saint-Léger A2       |
| Cergy-le-Haut A3 Poissy A5 | Houilles - Carrières-sur-Seine | RER A | La Défense      | Marne-la-Vallee - Chessy A4 |